# Tupou Neiufi
Tupou Neiufi, née le 15 juin 2001 à Auckland (Nouvelle-Zélande), est une nageuse handisport néo-zélandaise. Elle concourt dans la catégorie S8 pour les athlètes ayant un usage partiel de leurs jambes ou une perte complète de ceux-ci.

## Jeunesse
Née à Auckland, elle est la fille aînée des sept enfants de Lose et Fineasi Neiufi, des néo-zélandais d'origine tongane. Hémiplégique de la partie gauche de son corps à la suite d'un accident de voiture à l'âge de deux ans, elle doit alors réapprendre à s'asseoir et marcher. Elle commence la natation à l'âge de 8 ans.
En 2019, elle arrête ses études pour se consacrer entièrement à la natation.

## Carrière
Sélectionnée en dernière minute pour les Jeux paralympiques de Rio, elle atteint la finale du 100 m dos S9 et finit 7e. Deux ans plus tard, aux Jeux du Commonwealth, Neiufi finit encore une fois 7e du 100 m dos S9.
Aux championnats du monde 2019, elle termine sur la deuxième marche du podium du 100 m dos S8. Tupou Neiufi remporte la première médaille d'or de la Nouvelle-Zélande aux Jeux paralympiques d'été de 2020 en gagnant le 100 m dos S8 devant l'Ukrainienne Kateryna Denysenko et l'Américaine Jessica Long.

## Palmarès

### Jeux paralympiques
- médaille d'or du 100 m dos S8 aux Jeux paralympiques d'été de 2020 à Tokyo

### Championnats du monde
- médaille d'argent du 100 m dos S8 aux Championnats du monde 2019 à Londres